# Metcalfa pruinosa
Metcalfa pruinosa és una espècie d'hemípter auquenorrinc de la família Flatidae. És originari d'Amèrica del Nord i s'ha estès a altres països com Àustria, França, Itàlia, Suïssa, i d'altres països dins la zona neotropical.
A Europa es va introduir primer accidentalment al Veneto, Itàlia cap a 1979 i després ràpidament va colonitzar el sud de França. A Catalunya va aparèixer en primer lloc a Tarragona el 1988 i després s'ha estès a gran part del territori. Produeix una mel de melada molt apreciada, però d'altra banda pot produir malalties a les plantes.

## Descripció
Els adults d'aquest insecte fan de 4 a 7 mm de llargada (incloent-hi les ales). El seu color varia del blanquinós al grisenc. Els ulls compostos són grossos i grocs. Les ales del darrere són trapezoïdals amb taques blanquinoses.

## Història natural
Es nodreix de nombrosos vegetals, aprofita les proteïnes i exsuda les substàncies ensucrades que atrauen nombrosos himenòpters i entre ells les abelles que transformen la substància dolça exsudada en mel. Sobre la substància sucrosa exsudada s'hi desenvolupa una fumagina perjudicial per a les plantes.
Es troba de mitjans de juliol fins a les darreries de la tardor. Els adults i les nimfes estan coberts d'una substància cerosa i per això és l'epítet científic de “pruinosa” que en llatí significa “gebrat”.
Al voltant de setembre i octubre s'alimenten de nit. Té una sola generació per any. La femella pon uns 100 ous, normalment en l'escorça de les plantes hoste. Els ous passen l'hivern i es desclouen de mitjans de maig a mitjans de juny.

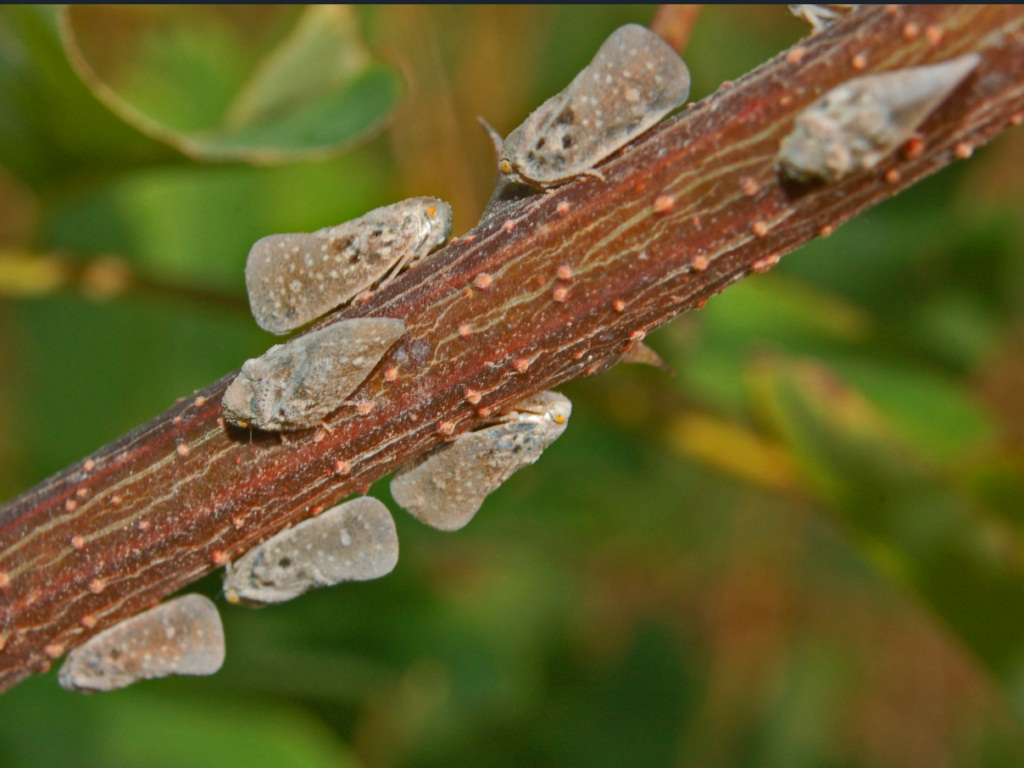
Metcalfa pruinosa
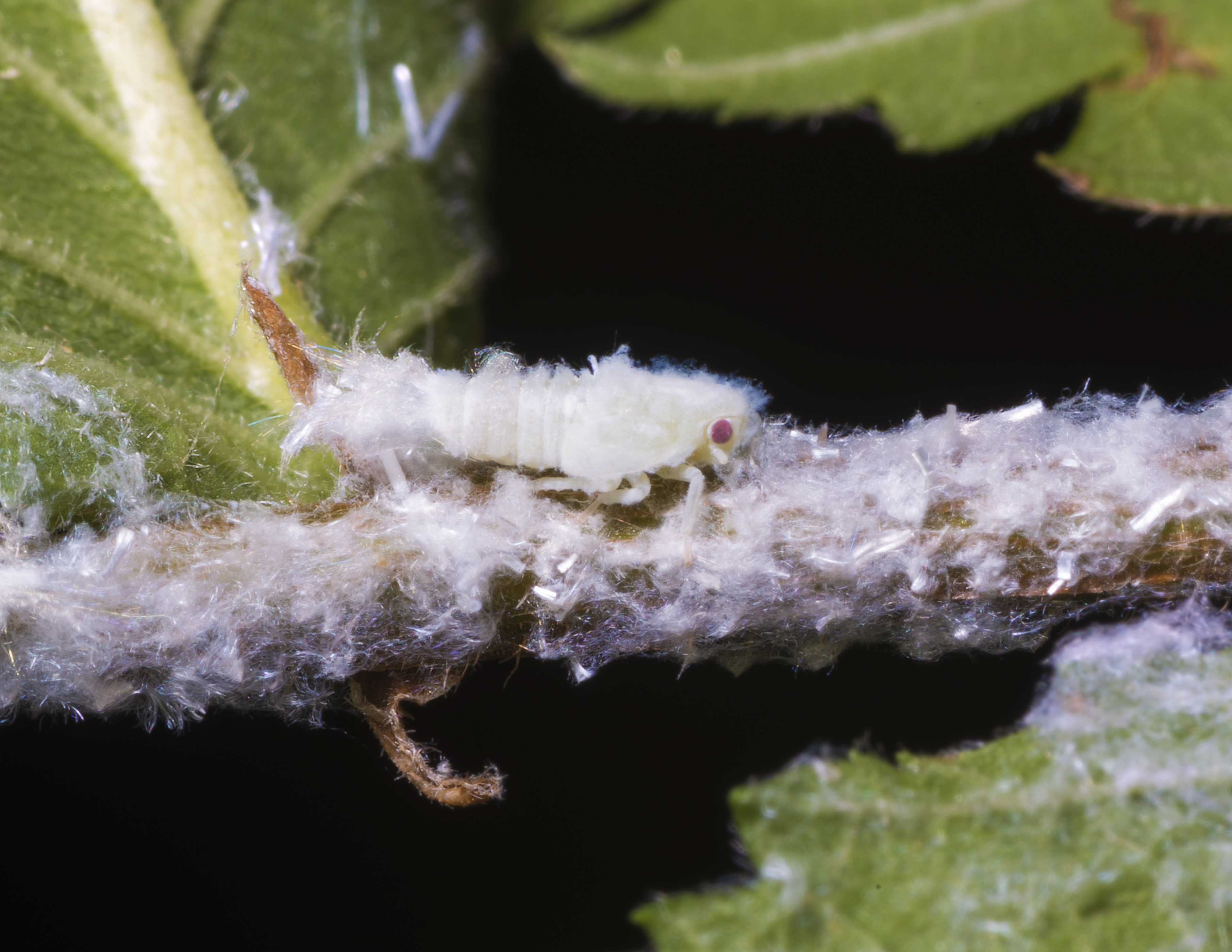
Larva

## Plantes hoste
És molt polífag, entre d'altres xucla la saba d'espècies forestals d'Acer, Clematis vitalba, Cornus, Crataegus, Ligustrum vulgare, Robinia pseudoacacia, Salix, Sambucus nigra', Ulmus, etc.
Entre les cultivades ataca a la vinya (Vitis vinifera), els cítrics (Citrus), pomera, albercoquer (Prunus armeniaca), presseguer (Prunus persica), esbarzers (Rubus), gerderes (Rubus idaeus), etc.

## Tractament
Es pot eliminar amb diversos insecticides o, en agricultura ecològica, amb sabó negre o d'argila caolinita. El seu paràsit natural és l'himenòpter Neodryinus typhlocybae originari com ell d'Amèrica del Nord.